# Baga kagan
Baga kagan je bil sedmi vladar Prvega turškega kaganata, ki je vladal od leta 587–589, * ni znano, † 589. 
Baga je bil morda 'veliki kagan', ki ga brez imena omenja Encyclopedia Iranica in je med prvo perzijsko-turško vojno s puščico ubil perzijskega vojskovodjo Bahrāma Čobina. Trditev je težko razložiti, ker ni nobenega tehtnega razloga, da bi vladar zapustil Mongolijo in se šel vojskovat v Afganistan. 
V kitajskih zapisih je naveden kot Čǔluóhóu (处罗侯), v sasanidskih virih pa kot Šāwa, Sāva ali Sāba. Bil je grbav.